# 러시아 문학

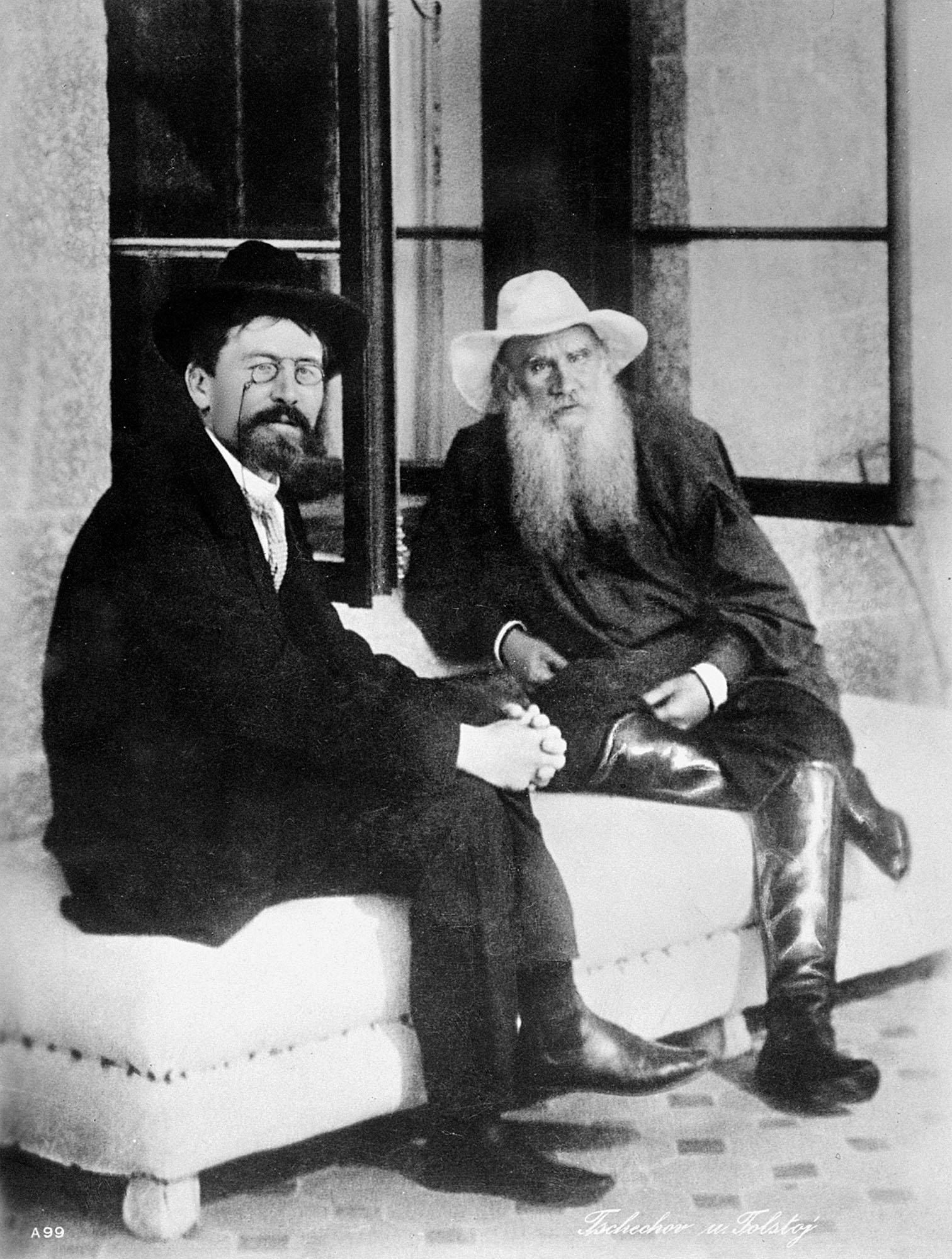
안톤 체호프와 레프 톨스토이

러시아 문학은 러시아에서 형성 발전한 문학이다. 시기는 고대 러시아 및 중세 러시아 문학, 근세 러시아 문학, 19세기 러시아 문학, 19세기 말에서 1918년까지의 러시아 문학, 1918년에서 소련 붕괴까지의 러시아 문학 등으로 구분된다. 러시아 문학은 근대에 들어서 절정을 이루었다.

## 문학가

### 18세기 작가
- 가브릴라 데르자빈
- 니콜라이 카람진
- 데니스 폰비진

### 황금시대
- 바실리 주콥스키
- 알렉산드르 푸시킨
- 미하일 레르몬토프
- 니콜라이 고골
- 레프 톨스토이
- 이반 투르게네프
- 표도르 도스토옙스키
- 안톤 체호프

## 20세기

### 은의 시대
- 막심 고리키
- 보리스 파스테르나크
- 세르게이 예세닌

### 구소련 시대
- 알렉산드르 솔제니친
- 보리스 파스테르나크
- 이반 부닌
- 안나 아흐마토바
- 예브게니 쟈마틴
- 안드레이 벨리
- 안드레이 보즈네센스키
- 마리아 츠베타예바
- 이삭 바벨
- 미하일 숄로호프
- 안드레이 플라토노프
- 빅토르 펠레빈
- 다닐 하름스
- 블라디미르 마야콥스키
- 사샤 소콜로프
- 미하일 불가코프

## 같이 보기
- 러시아의 철학자 목록
- 푸시킨 하우스
- 러시아 부커상